# 克里西烏馬
克里西烏馬是巴西圣卡塔琳娜州的一个市镇。总面积209.8平方公里，总人口185506人，人口密度884.2人/平方公里。